# Dix (Illinois)
Dix è un villaggio degli Stati Uniti d'America, situato nello Stato dell'Illinois, nella contea di Jefferson.
| Controllo di autorità | J9U (EN, HE) 987007494381105171 |